# Francis La Flesche
Pour les articles homonymes, voir La Flesche.
Francis La Flesche, Zhongaxe en omaha (Woodworker, Le Charpentier) (né le 25 décembre 1857 dans le comté de Cuming au Nebraska, États-Unis, mort le 5 septembre 1932 dans le comté de Thurston au Nebraska, États-Unis) est le premier ethnologue professionnel issu d'un peuple amérindien d'Amérique du Nord. Il a travaillé au sein de la Smithsonian Institution, se spécialisant d'abord dans la culture omaha dont il est issu, puis dans celle des Osages. Travaillant en étroite collaboration en tant que traducteur et chercheur avec l'anthropologue Alice C. Fletcher, La Flesche a écrit plusieurs articles et un livre sur les Omahas, ainsi que de nombreux ouvrages sur les Osages. Il a légué de précieux enregistrements originaux de leurs chansons traditionnelles et de leurs chants. En 1908, il a collaboré avec le compositeur Charles Wakefield Cadman pour élaborer un opéra, Da O Ma (1912), basé sur des histoires omahas qu'il a recueilli. Un recueil de ses histoires a été publié en 1998.
Francis La Flesche est le fils du chef omaha Joseph LaFlesche (aussi connu sous le nom d'Œil de Fer) et de sa seconde épouse, Elizabeth Esau (qui porte le nom indien de Ta-in-ne). Il a grandi dans la réserve Omaha à un moment de transition majeure pour la tribu. Avant d'être anthropologue, il a obtenu son premier cycle et sa maîtrise à la George Washington University Law School à Washington. Il a été largement reconnu à son époque parmi ses pairs américains d'origine européenne.

## Biographie

### Jeunesse et éducation
Francis La Flesche est né le 25 décembre 1857 dans la réserve Omaha à une centaine de kilomètres de la ville actuelle d'Omaha. Il est le premier enfant de Joseph LaFlesche avec sa deuxième femme Ta-in-ne, et également le demi-frère des cinq enfants du premier mariage de son père. La première femme de Joseph est Marie Gale (Hinnuagsnun), fille d'un chirurgien américain et de sa femme iowa, Ni-co-ma. Les Omahas pratiquent la polygynie, et Joseph a au total trois femmes. Ses enfants commencent leur éducation à l'école de la Mission presbytérienne, à Bellevue, Nebraska où ils apprennent l'anglais.
Joseph LaFlesche est le fils d'un négociant canadien-français de fourrures travaillant pour l'American Fur Company qui a déjà travaillé avec les Omahas et d'autres tribus amérindiennes. Sa mère, Waoowinchtcha, est une ponca et il est rapporté qu'elle est apparentée à Big Elk, le chef de la tribu Omaha. Ce dernier l'adopte une fois adulte et le désigna comme son successeur sous le nom d'Œil de Fer (Iron Eye en anglais). En 1853, Joseph en tant qu'un des chefs des Omahas, participe à la négociation du traité de 1854, par lequel la tribu vend la plupart de ses terres à l'État dans le Nebraska. Il a dirigé la tribu peu après leur retrait dans la réserve et l'a accompagnée dans une importante transition vers la sédentarité.
Joseph, alias Œil de Fer, encourage l'éducation de tous ses enfants, afin qu'ils apportent en retour une contribution à leur peuple. Et plusieurs d'entre-eux, en plus de Francis, deviennent quelques-uns des intellectuels amérindiens les plus brillants de leur génération : Susette La Flesche Tibbles est une écrivaine et militante pour la cause amérindienne ; Marguerite La Flesche est également militante ; Rosalie La Flesche Farley devient elle aussi une activiste pour cette cause et gère les affaires financières des Omahas ; et Susan La Flesche Picotte devient la première femme médecin amérindienne aux États-Unis.

### Carrière

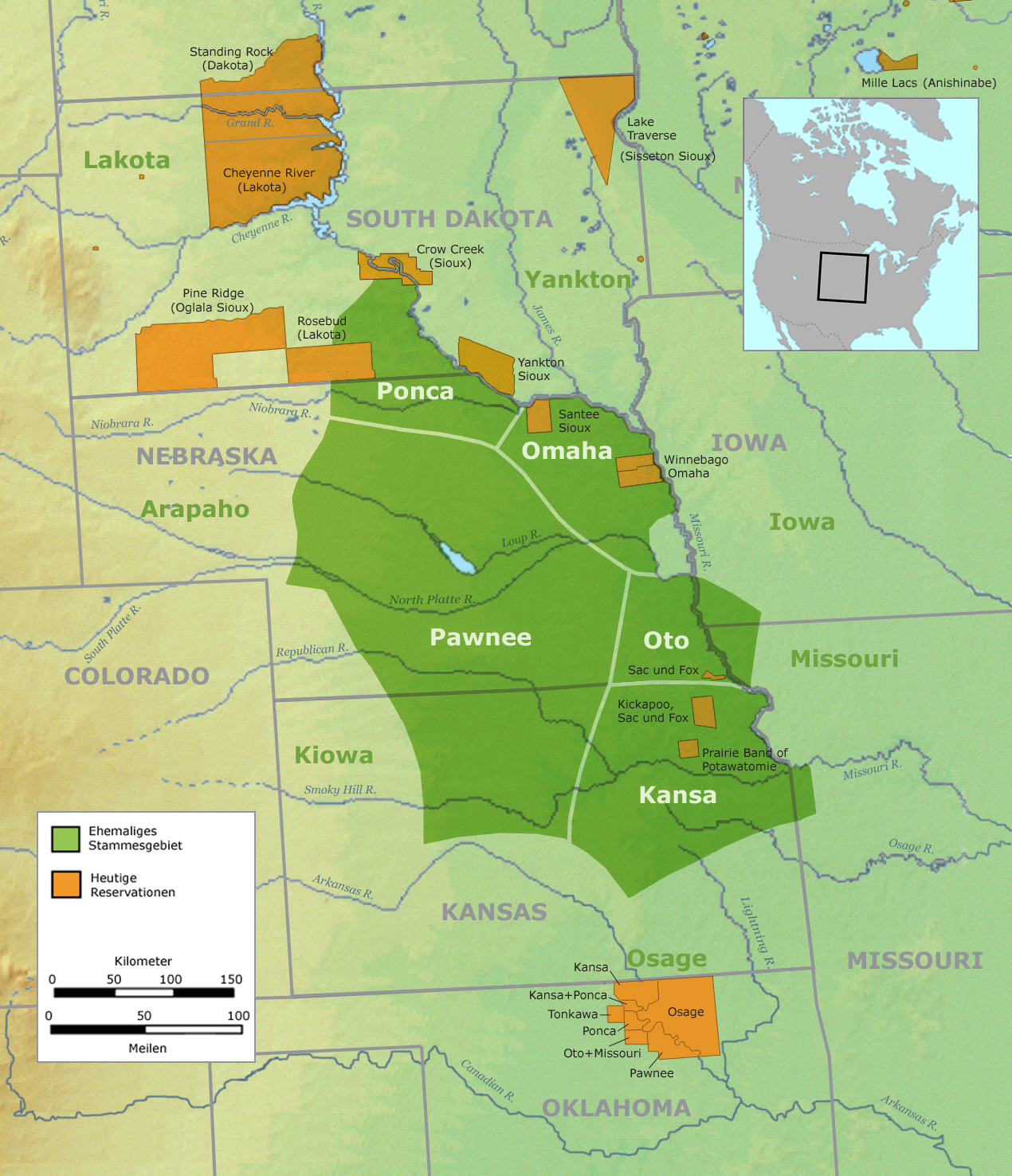
Carte des territoires d'origines des tribus amérindiennes des plaines (en vert) et des réserves (en orange) mises en place par la suite.

Grâce à son éducation à la Mission presbytérienne présente dans la réserve, Francis La Flesche parle aussi bien l'anglais que la langue omaha. Cela va lui permettre d'assister, en tant que traducteur, le linguiste James O. Dorsey de 1878 à 1880.
En 1879, Francis participe avec Susette au procès Standing Bear v. Crook. Susette « Bright Eyes » La Flesche participe comme interprète pour le chef ponca Standing Bear et témoigne en tant qu'experte sur les peuples amérindiens. L'issue de ce procès est d'une grande importance car le juge Elmer Dundy de la Cour de district des États-Unis juge qu'« un Indien est une personne » en vertu du XIVe amendement de la Constitution. Ce qui revient à reconnaître en partie la citoyenneté à tous les Amérindiens des États-Unis.
Après le procès, Susette invite Francis à l'accompagner avec Standing Bear dans une tournée de conférences dans l'Est des États-unis durant les années 1879-1880.
En 1881, Susette et son époux, le journaliste Thomas Tibbles, accompagnent Alice C. Fletcher, une anthropologue, dans un voyage sans précédent portant sur l'étude des femmes sioux de la réserve indienne de Rosebud. Susette est interprète lors de ce voyage. Francis La Flesche rencontre et aide également Fletcher à ce moment, et de cette rencontre commene une longue collaboration qui dure jusqu'à la fin de leur vie.
Ayant près de 20 ans de plus que lui, Fletcher le prend sous son aile et l'encourage à faire des études pour qu'il devienne anthropologue. Il commence à travailler avec elle à Washington vers 1881. Après une tournée de conférences sur les Amérindiens cette même année, La Flesche rejoint Washington, où il travaille comme interprète pour le Comité du Sénat américain sur les Affaires indiennes auprès du secrétaire de l'Intérieur de l'époque Samuel Jordan Kirkwood.
La Flesche obtient un poste au Bureau d'ethnologie à la Smithsonian Institution, avec qui Fletcher a collaboré pour ses travaux de recherche. Il travaille en tant que copiste, traducteur et interprète. Au début, il contribue à la classification des artéfacts omahas et osages. Il continue également à travailler avec Fletcher pour ses travaux de recherches en tant que traducteur et interprète. Ayant repris ses études à l'Université Nationale de l'École de Droit de Washington, il passe sa licence en 1892 et obtient une maîtrise en 1893.
Durant leurs travaux en commun sur les Omahas, La Flesche suit avec une approche anthropologique les rituels et les pratiques de cette tribu et les décrit avec beaucoup de détails. Au cours de ses visites régulières chez les Omahas et les Osages, La Flesche réalise avec Fletcher des enregistrements de leurs chansons, ainsi que des descriptions écrites (maintenant jugées d'une importance inestimable). De cette collaboration sortent 46 ouvrages : A Study of Omaha Music (1893) et The Omaha Tribe (1911).
Le jeune compositeur Charles Wakefield Cadman très intéressé par la musique des Amérindiens est influencé par La Flesche. Cadman fait des séjours dans la réserve Omaha pour apprendre de nombreuses chansons et savoir utiliser les instruments traditionnels. En 1908, La Flesche propose une collaboration avec Cadman et Nelle Richmond Eberhart, pour créer un opéra basé sur les histoires omahas qu'il a recueillies. Eberhart écrit les paroles pour Cadman de Four American Indian Songs, ainsi que pour d'autres de ses chansons. Mais les trois collaborateurs ayant des points de vue différents, l'opéra n'est jamais publié, ni même exécuté.
Début 1910, La Flesche obtient un poste titulaire d'anthropologue au Bureau d'ethnologie américaine de la Smithsonian Institution. Il entame la deuxième partie de sa carrière et s’intéresse dès lors, dans des travaux de recherches menés désormais seul, à la musique et à la religion des Osages, qui sont étroitement liées aux Omahas.

« Son principal objectif était d'expliquer la pensée Osage, leurs croyances et leurs concepts. Il voulait que ses lecteurs saisissent le monde des Osages pour ce qu'il était, non pas le monde simple des « enfants de la nature », mais un monde complexe, reflétant une tradition intellectuelle aussi sophistiquée et imaginative que celles de tous les peuples du Vieux Monde. »

— Garrick Alan Bailey
La Flesche travaille sur ses recherches à la Smithsonian Institution de 1910 jusqu'en 1929 et écrit et donne de nombreuses conférences sur ses travaux. Il a écrit et publié la plupart de ses œuvres pendant ce temps. Parmi ses œuvres les plus remarquées on peut citer entre autres : The Middle Five: Indian Boys at School (1900), Who was the Medicine Man? (1904) et A Dictionary of the Osage Language (1932).

### Mariage et vie familiale
La Flesche épouse Alice Mitchell en juin 1877, mais elle meurt l'année suivante. En 1879, il épouse une jeune femme omaha, Rosa Bourassa, durant sa tournée en 1879-1880 avec sa sœur et Standing Bear, mais ils se séparent peu de temps avant de commencer à travailler à Washington, en 1881, et ils divorcent finalement en 1884,.
Durant la plupart de ses années à Washington, La Flesche partage une maison sur la Colline du Capitole avec Alice Fletcher et Jane Gay. On sait que Fletcher adopte officieusement La Flesche mais ils gardent privée la nature de leur relation.

### Mort
Francis La Flesche termine sa vie dans la réserve Omaha où il est mort le 5 septembre 1932 dans le comté de Thurston au Nebraska, et est enterré au cimetière de Bancroft, également au Nebraska, près de la tombe de son père et de ses demi-sœurs,,.

## Enregistrements sur cylindres de cire
Les enregistrements de La Flesche sont conservés par la Bibliothèque du Congrès et plus de 60 sont disponibles en ligne. Les membres de la tribu contemporain des Osages ont comparé l'impact de l'écoute des enregistrements de leurs rituels traditionnels à ce qu'ont ressenti les archéologues occidentaux lors de la découverte et de la lecture des manuscrits de la Mer Morte.

## Distinctions
- 1922 : La Flesche a été élu membre de l'Académie Nationale des Sciences[2]
- 1926 : il a été honoré d'un doctorat Honorifique en Lettres de l'Université de Nebraska[12]
- En raison de l'étroite relation de travail entre Fletcher et La Flesche, la Smithsonian Institution a recueilli leurs papiers dans une archive commune[12].

De nombreux ethnologues ont reconnu la qualité et la préciosité de son travail comme Claude Lévi-Strauss qui le cite dans ses ouvrages tels que La Pensée sauvage : 
[...] on dispose à leur sujet [les Osages] d'une énorme documentation rassemblée par La Flesche, qui était lui-même le fils d'un chef omaha et particulièrement respectueux de tous les détours de la pensée indigène.

## Travaux
- 1900 : The Middle Five: Indian Boys at School (mémoire)
- 1904 : Who was the Medicine Man? Journal of the American folklore, Vol. 18, No. 71 (Oct. - Dec., 1905), pp. 269-275
- 1911: The Omaha Tribe avec Alice Cunningham Fletcher
- 1912 : Da O Ma (non publié)[28]
- 1914/-1915/1921 : The Osage Tribe: Rite of Chiefs[28]
- 1917-1918/1925 : The Osage Tribe: the Rite of Vigil[28]
- 1925-1926/1928 : The Osage Tribe: Two Versions of the Child-Naming Rite[28]
- 1927-1928/1930 : The Osage Tribe: Rite of the Waxo'be[28]
- 1932 : Dictionary of the Osage Language (linguistique)
- 1939 : War Ceremony and Peace Ceremony of the Osage Indians, publié à titre posthume[12]
- 1999 : The Osage and the Invisible World, édité par Garrick A. Bailey[29]
- 1998 : Ke-ma-ha: The Omaha Stories of Francis La Flesche, édité par Daniel Littlefield et James Parins, Nebraska University Press, travaux originaux et inédits[28]